# Eudoxia Comnena
''Eudòxia Comnena'' (en griego: Ευδοκία Κομνηνή, Eudokia Komnēnē) (1150 / 1152 - 1203), noble bizantina, madre de María de Montpellier y abuela de Jaime I de Aragón.

## Orígenes familiares
Hija de Isaac Comneno y de la segunda esposa de éste, Eirene Diplosynadene (o Irene Sinadena). Era por tanto, sobrina del emperador Manuel I Comneno.

## Biografía
Eudòxia Comnena fue enviada a Provenza en 1174 por su tío el emperador Manuel I Comneno de Trebisonda, para casarse con Alfonso II de Aragón. Pero cuando llegó ante él, ella y su séquito se encontraron que el rey ya se había casado con Sancha de Castilla. Ante esta situación, se acabó casando con Guillermo VIII de Montpellier en 1179 con la condición, jurada por todos los ciudadanos de Montpellier, que el primer hijo que tuvieran, ya fuera varón o hembra, sucedería a Guillermo VIII de Montpellier en el Señorío de Montpellier. De este modo, hacia 1181 o 1182, nació María de Montpellier. En 1187 Guillermo VIII de Montpellier se divorció porque quería un heredero varón y Eudòxia fue enviada al monasterio de Anhana, donde murió en 1203.

## Matrimonio y descendientes
1 ∞ 1179, Guillermo VIII de Montpellier.
1. María de Montpellier

## Eudòxia Comnena en la cultura trovadoresca
El trovador Pèire Vidal dijo de ella que el rey Alfonso II de Aragón había preferido una pobre castellana, Sancha de Castilla, que al «camello dorado» enviado por el emperador bizantino Manuel I Comneno de Trebisonda.
Los trovadores Folquet de Marsella y Giraut de Bornelh le dieron el título de «emperatriz» (en occitano: emperairitz) y dijeron que era la hija del emperador de oriente; este hecho ha llevado a autores modernos a un equívoco en sus orígenes familiares. Otros trovadores como Guillermo de Puèglaurenç la identificaron correctamente como la sobrina del emperador Manuel I Comneno de Trebisonda.